# Face It (Golden Earring)
Face It is een muziekalbum van Golden Earring uit november 1994.
Geïnspireerd door het even onverwachte als eclatante succes van The Naked Truth koos Golden Earring ervoor een cd te maken met nieuwe akoestische nummers. Om de liefhebbers van de heftige elektronische kant van de Haagse formatie niet af te stoten, werd een verzameling rocknummers toegevoegd. Het resultaat van deze tweezijdige aanpak is een opvallende diversiteit aan liedjes. Naast de vertrouwde rechttoe-rechtaan-rocknummers als Liquid Soul en Legalize Telepathy bevat Face It ook het met bandoneon en strijkers opgesmukte The Unforgettable Dream, de intimistische nummers Spaceship en I Can't Do Without Your Kiss en het uitbundige Johnny Make Believe. De opnamen vonden in de zomer van 1994 plaats in de garage van George Kooymans in het Belgische Rijkevorsel. In aanwezigheid van vrienden en kennissen werd de cd in één keer live opgenomen, overdubs van strijkers niet te na gesproken. De eerste single Hold Me Now bereikte in november 1994 de elfde plaats.

## Nummers
1. Angel (3.41)
2. Hold Me Now (3.42)
3. Liquid Soul (4.06)
4. Minute By Minute (5.06)
5. Johnny Make Believe (4.44)
6. Space Ship (1.59)
7. The Unforgettable Dream (3.49)
8. I Can't Do Without Your Kiss (4.23)
9. Freedom Don't Last Forever (3.34)
10. Maximum Make-Up (4.40)
11. Legalize Telepathy (4.09)

## Hitnotering
| Face It in de Nederlandse Album Top 100 -- binnen: 12-11-1994 | Face It in de Nederlandse Album Top 100 -- binnen: 12-11-1994 | Face It in de Nederlandse Album Top 100 -- binnen: 12-11-1994 | Face It in de Nederlandse Album Top 100 -- binnen: 12-11-1994 | Face It in de Nederlandse Album Top 100 -- binnen: 12-11-1994 | Face It in de Nederlandse Album Top 100 -- binnen: 12-11-1994 | Face It in de Nederlandse Album Top 100 -- binnen: 12-11-1994 | Face It in de Nederlandse Album Top 100 -- binnen: 12-11-1994 | Face It in de Nederlandse Album Top 100 -- binnen: 12-11-1994 | Face It in de Nederlandse Album Top 100 -- binnen: 12-11-1994 | Face It in de Nederlandse Album Top 100 -- binnen: 12-11-1994 | Face It in de Nederlandse Album Top 100 -- binnen: 12-11-1994 | Face It in de Nederlandse Album Top 100 -- binnen: 12-11-1994 | Face It in de Nederlandse Album Top 100 -- binnen: 12-11-1994 | Face It in de Nederlandse Album Top 100 -- binnen: 12-11-1994 | Face It in de Nederlandse Album Top 100 -- binnen: 12-11-1994 | Face It in de Nederlandse Album Top 100 -- binnen: 12-11-1994 | Face It in de Nederlandse Album Top 100 -- binnen: 12-11-1994 | Face It in de Nederlandse Album Top 100 -- binnen: 12-11-1994 | Face It in de Nederlandse Album Top 100 -- binnen: 12-11-1994 | Face It in de Nederlandse Album Top 100 -- binnen: 12-11-1994 | Face It in de Nederlandse Album Top 100 -- binnen: 12-11-1994 | Face It in de Nederlandse Album Top 100 -- binnen: 12-11-1994 | Face It in de Nederlandse Album Top 100 -- binnen: 12-11-1994 | Face It in de Nederlandse Album Top 100 -- binnen: 12-11-1994 | Face It in de Nederlandse Album Top 100 -- binnen: 12-11-1994 | Face It in de Nederlandse Album Top 100 -- binnen: 12-11-1994 | Face It in de Nederlandse Album Top 100 -- binnen: 12-11-1994 | Face It in de Nederlandse Album Top 100 -- binnen: 12-11-1994 |
| Week:                                                         | 1                                                             | 2                                                             | 3                                                             | 4                                                             | 5                                                             | 6                                                             | 7                                                             | 8                                                             | 9                                                             | 10                                                            | 11                                                            | 12                                                            | 13                                                            | 14                                                            | 15                                                            | 16                                                            | 17                                                            | 18                                                            | 19                                                            | 20                                                            | 21                                                            | 22                                                            | 23                                                            | 24                                                            | 25                                                            | 26                                                            | 27                                                            |                                                               |
| ------------------------------------------------------------- | ------------------------------------------------------------- | ------------------------------------------------------------- | ------------------------------------------------------------- | ------------------------------------------------------------- | ------------------------------------------------------------- | ------------------------------------------------------------- | ------------------------------------------------------------- | ------------------------------------------------------------- | ------------------------------------------------------------- | ------------------------------------------------------------- | ------------------------------------------------------------- | ------------------------------------------------------------- | ------------------------------------------------------------- | ------------------------------------------------------------- | ------------------------------------------------------------- | ------------------------------------------------------------- | ------------------------------------------------------------- | ------------------------------------------------------------- | ------------------------------------------------------------- | ------------------------------------------------------------- | ------------------------------------------------------------- | ------------------------------------------------------------- | ------------------------------------------------------------- | ------------------------------------------------------------- | ------------------------------------------------------------- | ------------------------------------------------------------- | ------------------------------------------------------------- | ------------------------------------------------------------- |
| Positie:                                                      | 44                                                            | 6                                                             | 6                                                             | 7                                                             | 14                                                            | 17                                                            | 17                                                            | 19                                                            | 15                                                            | 15                                                            | 23                                                            | 23                                                            | 18                                                            | 17                                                            | 20                                                            | 21                                                            | 29                                                            | 38                                                            | 45                                                            | 54                                                            | 56                                                            | 58                                                            | 67                                                            | 79                                                            | 87                                                            | 91                                                            | 97                                                            | uit                                                           |

Discografie